# Choe Hyo-Gyong
Choe Hyo-Gyong (en coreano: 최효경; 10 de mayo de 2000) es una deportista norcoreana que compite en lucha libre. Participó en los Juegos Olímpicos de París 2024, obteniendo una medalla de bronce en la categoría de 53 kg.

## Palmarés internacional
| Juegos Olímpicos | Juegos Olímpicos | Juegos Olímpicos  | Juegos Olímpicos |
| Año              | Lugar            | Medalla           | Categoría        |
| ---------------- | ---------------- | ----------------- | ---------------- |
| 2024             | París (Francia)  | Medalla de bronce | 53 kg            |